# Скорпіон (знак зодіаку)

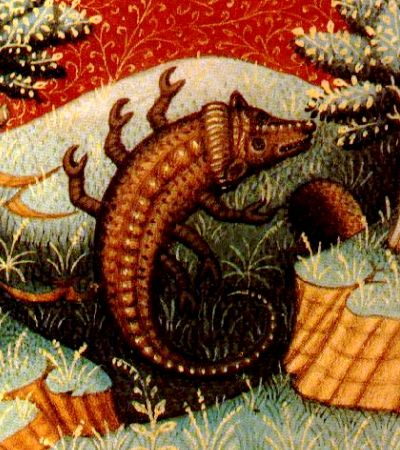
Скорпіон.

Скорпіон — восьмий знак зодіаку, відповідний сектору екліптики від 210° до 240°, рахуючи від точки весняного рівнодення; постійний знак тригона Вода.
Згідно із західною астрологією, Сонце перебуває у знаку Скорпіона приблизно з 24 жовтня по 22 листопада. Не слід плутати знак Скорпіона із сузір'ям Скорпіона, в якому Сонце перебуває з 23 по 29 листопада.

## Символ
Символ Скорпіона ♏ (може не відображатися в деяких браузерах) в Юнікоді розміщений під десятковим номером 9807 або шістнадцятковим номером 264F і може бути введений у HTML-код як  ♏  або ♏ .

## Міф
Згідно з грецькою міфологією, його зображення у вигляді скорпіона пов'язане з грецькою легендою про Оріон і про те, як скорпіон ужалив його до смерті (кажуть, що саме тому Оріон заходить, коли Скорпіон сходить на небі). Інший грецький міф розповідає про те, як скорпіон змусив коней Сонця втекти, коли ними керував недосвідчений юнак Фаетон.